# Monochamus asper
Monochamus asper là một loài bọ cánh cứng trong họ Cerambycidae.